# Uszka, Szabolcs-Szatmár-Bereg
Uszka  este un sat în districtul Fehérgyarmat, județul Szabolcs-Szatmár-Bereg, Ungaria, având o populație de 415 locuitori (2011). 

## Demografie
Componența etnică a satului Uszka
     Maghiari (64,74%)
     Romi (34,43%)
     Ucraineni (0,82%)
<div class="transborder" style="position:absolute;width:100px;line-height:0;
Componența confesională a satului Uszka
     Reformați (26,75%)
     Fără religie (16,39%)
     Romano-catolici (1,93%)
     Necunoscută (53,98%)
     Greco-catolici (0,96%)
     Alte religii (41,69%)
Conform recensământului din 2011, satul Uszka avea 415 locuitori. Din punct de vedere etnic, majoritatea locuitorilor (64,74%) erau maghiari, cu o minoritate de romi (34,43%). Nu există o religie majoritară, locuitorii fiind reformați (26,75%), persoane fără religie (16,39%) și romano-catolici (1,93%). Pentru 53,98% din locuitori nu este cunoscută apartenența confesională.